# Бияла
Бияла (араб. بيلا‎) — город на севере Египта, расположенный на территории мухафазы Кафр-эш-Шейх.

## Географическое положение
Город находится в юго-восточной части мухафазы, в северной части дельты Нила, на расстоянии приблизительно 25 километров к востоку-северо-востоку (ENE) от Кафр-эш-Шейха, административного центра провинции. Абсолютная высота — 9 метров над уровнем моря.

## Демография
По данным переписи 2006 года численность населения Биялы составляла 66 663 человек.
Динамика численности населения города по годам:
| 1986   | 1996   | 2006   |
| ------ | ------ | ------ |
| 47 702 | 56 759 | 66 663 |

## Транспорт
Ближайший крупный гражданский аэропорт — Международный аэропорт Каира.